# دیپولت دوم

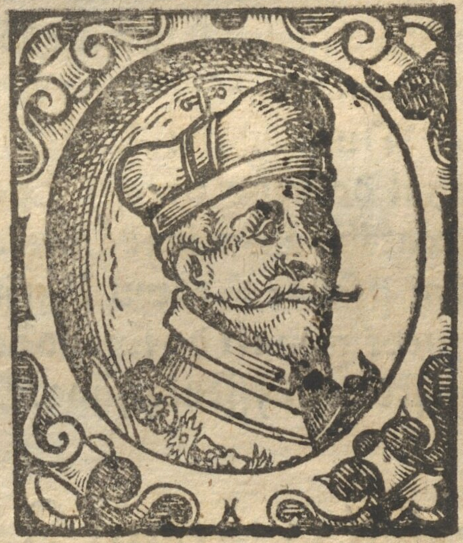
دپولت دوم از خاندان پرمیسلید

دیپولت دوم (انگلیسی: Děpolt II) یکی از اشراف‌زادگان بوهم و یکی از فرماندهان بوهم طی جنگ صلیبی سوم و فریدریش بارباروسا (۱۱۸۹-۱۱۹۲) بود که طی محاصره عکا در سال ۱۱۹۰ بخاطر دلایل طبیعی درگذشت.